# Harissa (saus)

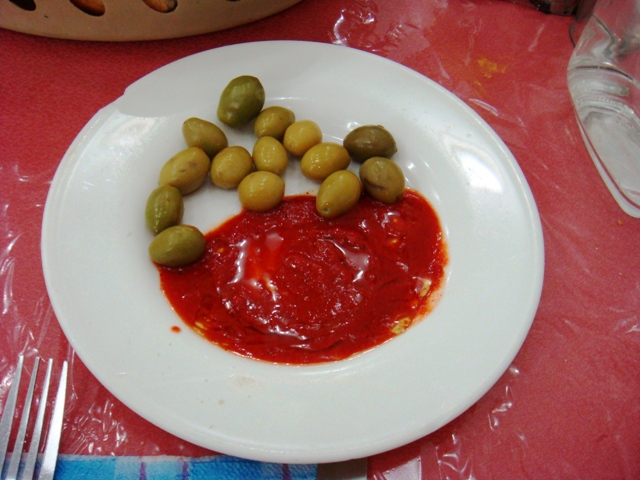
Harissasaus met olijven

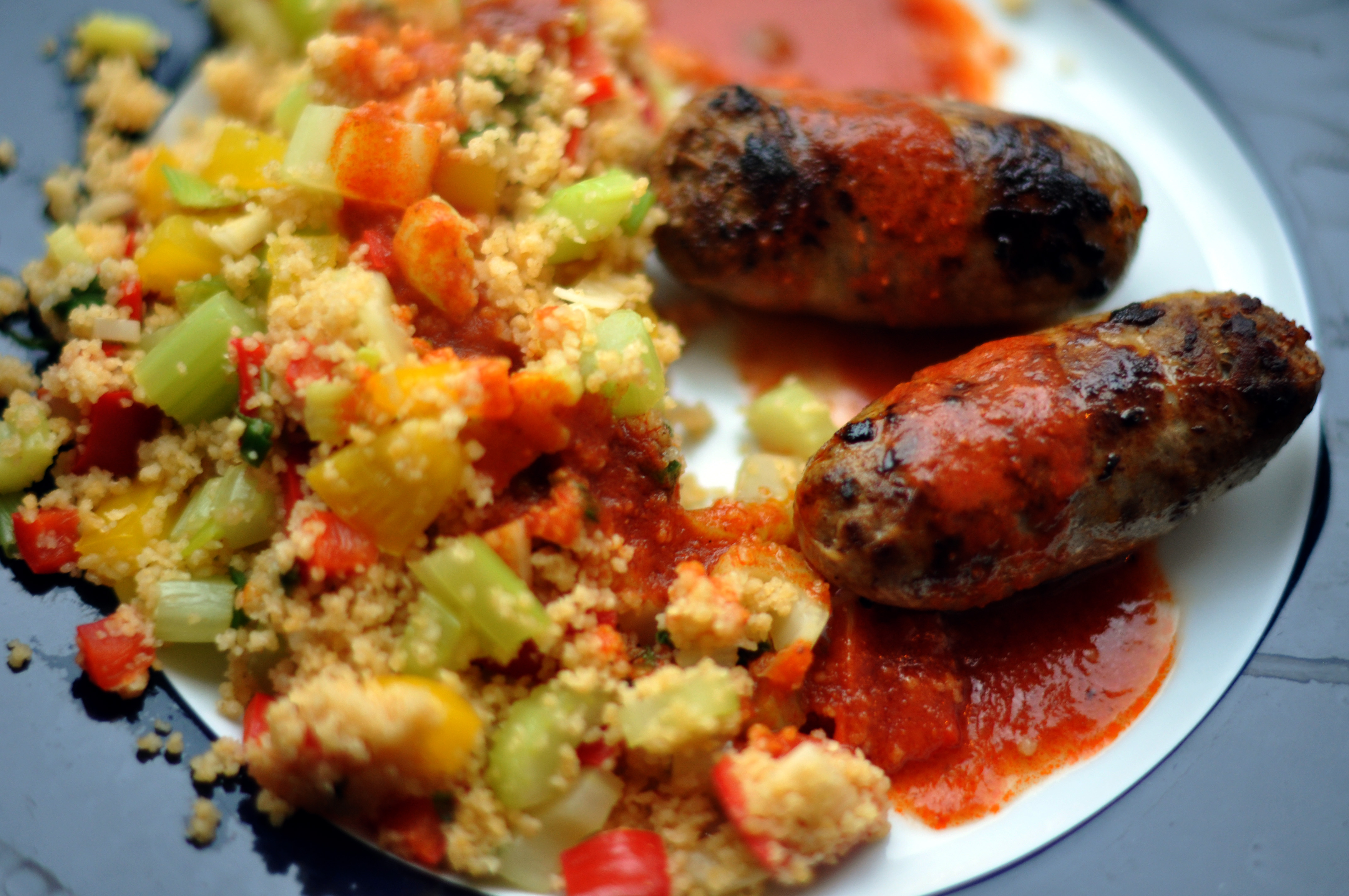
Couscous, merguez en harissa

Harissa is een hete rode saus uit Tunesië, vooral in Maghrebijnse landen bekend, gemaakt van onder meer chilipepers, tomaten, komijn, koriander en knoflook. Ze heeft wat weg van sambal of chilisaus en wordt gebruikt bij de bereiding van sandwiches, soepen, couscous, deegwaren, rijstgerechten en merguez of als dip met wat brood en olijfolie. De saus wordt meestal in een tube of blik verkocht.
Harissa is ontstaan tussen 1535 en 1574 gedurende de Spaanse bezetting van Ottomaans Tunesië. Gedurende deze periode kwam er een grote influx van onder andere pepers in de Maghrebijnse keuken door de Columbiaanse uitwisseling.
Tunesië is tevens de grootste producent van harissa.  